# 劉芳 (萬曆進士)
劉芳（？—？），字尔声，號文石，陕西西安府渭南縣下邽里民籍。

## 生平
萬曆庚寅（1590年）四月二十一日生。萬曆三十七年（1609年）己酉科陕西鄉試第三十五名舉人，四十四年（1616年）丙辰科三甲四名進士，兵部觀政，授行人，天啓元年（1621年）升湖廣道御史，巡按直隶，三年督长芦盐税，四年巡按南直隶庐凤等府，五年升四川按察司副使。弹劾宦官魏忠贤，被削职归家。天启五年十二月，雲南道御史丘兆麟疏參禮部侍郎趙秉忠、原任湖廣道御史劉芳以黨附東林。得旨：趙秉忠久玷鄉評，依附權奸，躐躋端尹；劉芳委身邪黨，芟除正人，尚踞藩臬，都著削籍為民，當差仍追奪誥命。崇禎元年十二月，起補授河南道御史。三年被革职提问。

## 家族
曾祖劉廷瑞。祖父劉朝鳳，壽官。父劉濟川，壽官。

## 引用
1. ↑  《萬曆四十四年丙辰科進士履歷》：劉芳，文石，诗二房，庚寅四月二十一日生。渭南县人，己酉三十五，会一百五十六，三甲四名。兵部政，授行人，辛酉授湖廣道御史，癸亥长芦巡盐，甲子庐凤巡按，乙丑升四川付使，本年为民。戊辰起河南道，庚午革职提问。
2. ↑  道光《渭南縣志·卷四·選舉表》：劉芳 丙辰進士……（萬曆）三十七年己酉科
3. ↑  道光《渭南縣志·卷十三·鄉賢傳》：劉芳，字爾聲，下邽里人，進士。仕行人，與魏大中同寓，以名節道義相砥礪，使衡、鄭二藩，謝絕筐篚；授湖廣道監察御史，劾遼左諸臣，陳屯田錢法四事皆報可，至劾史輔之姦，朝論尤壯之。巡視北城，劾興販中官任兆元等論如法，轂下肅然；巡視廠庫，舊例科院分日進署，姦商叢弊，芳同日進署，由是姦弊莫施。巡按直隸，督長蘆鹽課，陳鹽政六欸，皆切中時弊；又疏解鹽法，專委解官著為令，貧竈無累焉。山東經白蓮教亂，兵旱相仍，請免鄒滕七邑歲額，山左以安；魏璫干政，繼楊漣劾之，削籍歸……位起原官，奏章無存，惟條陳時政一疏在耳。